# Stitch's Great Escape!
Stitch's Great Escape! était une attraction du Magic Kingdom. Elle a été conçue conjointement par Walt Disney Imagineering et une partie de l'équipe responsable du film Lilo et Stitch (2002) au sein de Walt Disney Feature Animation. Une version modifiée, nommée Stitch Encounter, a été conçue pour le parc de Hong Kong Disneyland et a ouvert l'été 2006. Elle a été reprise en France au sein des Walt Disney Studios et a ouvert en mars 2008. Cette dernière se base sur la technologie de Turtle Talk with Crush.
L'attraction consiste en la surveillance de l'Expérience 626, surnommée Stitch, et conservée dans une prison aux parois vitrées (cylindriques ou parallélépipédiques selon l'attraction). Mais la créature s'échappe de sa cellule, détruit presque la pièce et tourmente ses gardiens, les spectateurs.
Durant la scène de la fuite, la version du Magic Kingdom proposait une séquence où la créature volait un hot dog au chili et après l'avoir englouti rotait violemment. Cette séquence avec son et odeurs fut retirée à la demande du public.

## L'attraction

### Magic Kingdom
L'attraction a été ouverte en 2004 afin de remplacer rapidement l'attraction Alien Encounter qui faisait trop peur au public. Afin de minimiser les coûts, Disney conserva le théâtre circulaire avec son tube-téléporteur central. L'alien fut remplacé par le personnage de Stitch et des couleurs plus vives et joyeuses redécorèrent l'attraction.
Cette attraction bénéficie du système FastPass
- Ouverture : 16 novembre 2004
- Conception : Walt Disney Imagineering, Walt Disney Feature Animation
- Taille minimale requise pour l'accès : 1,02 m
- Durée : 15 min
- Type d'attraction : présentation assise en théâtre circulaire avec audio-animatronics, vidéo et audio
- Situation : 28° 25′ 07″ N, 81° 34′ 47″ O
- Attractions précédentes :
  - Flight to the Moon 24 décembre 1971 à 1975
  - Mission to Mars 7 juin 1975 au 4 octobre 1993
  - ExtraTERRORestrial Alien Encounter 20 juin 1995 au 12 octobre 2003

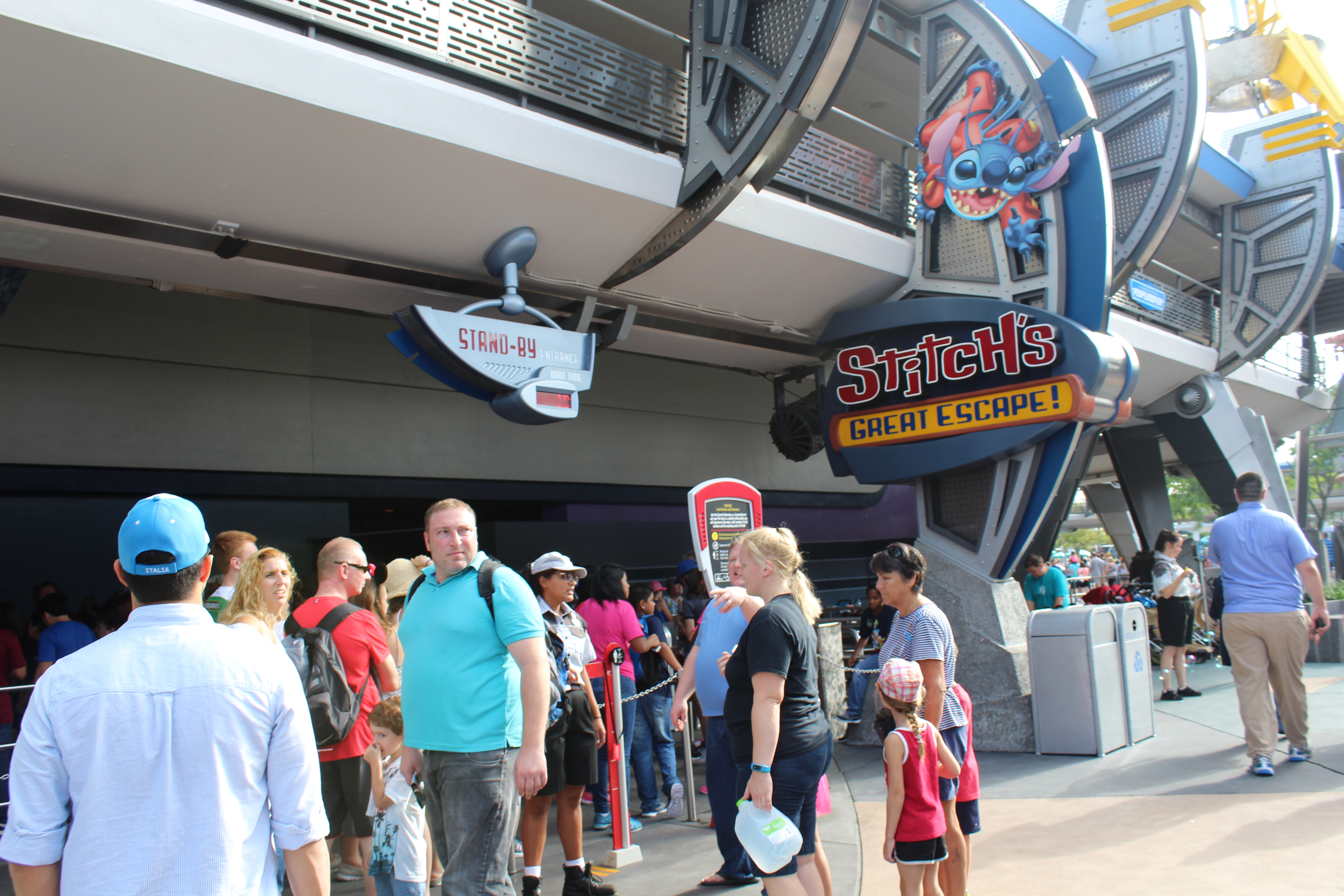
Entrée de l'attraction
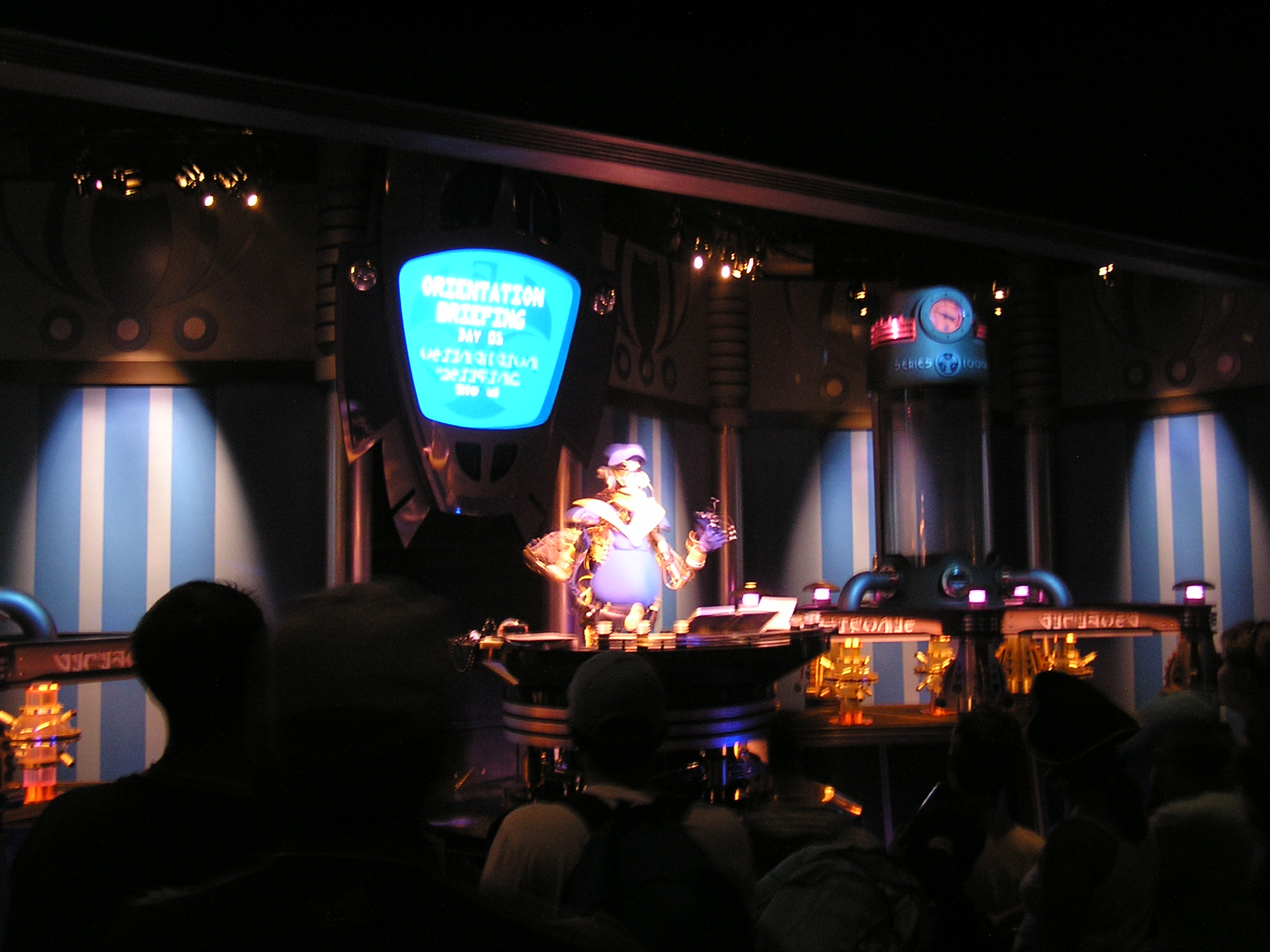
Pre-show
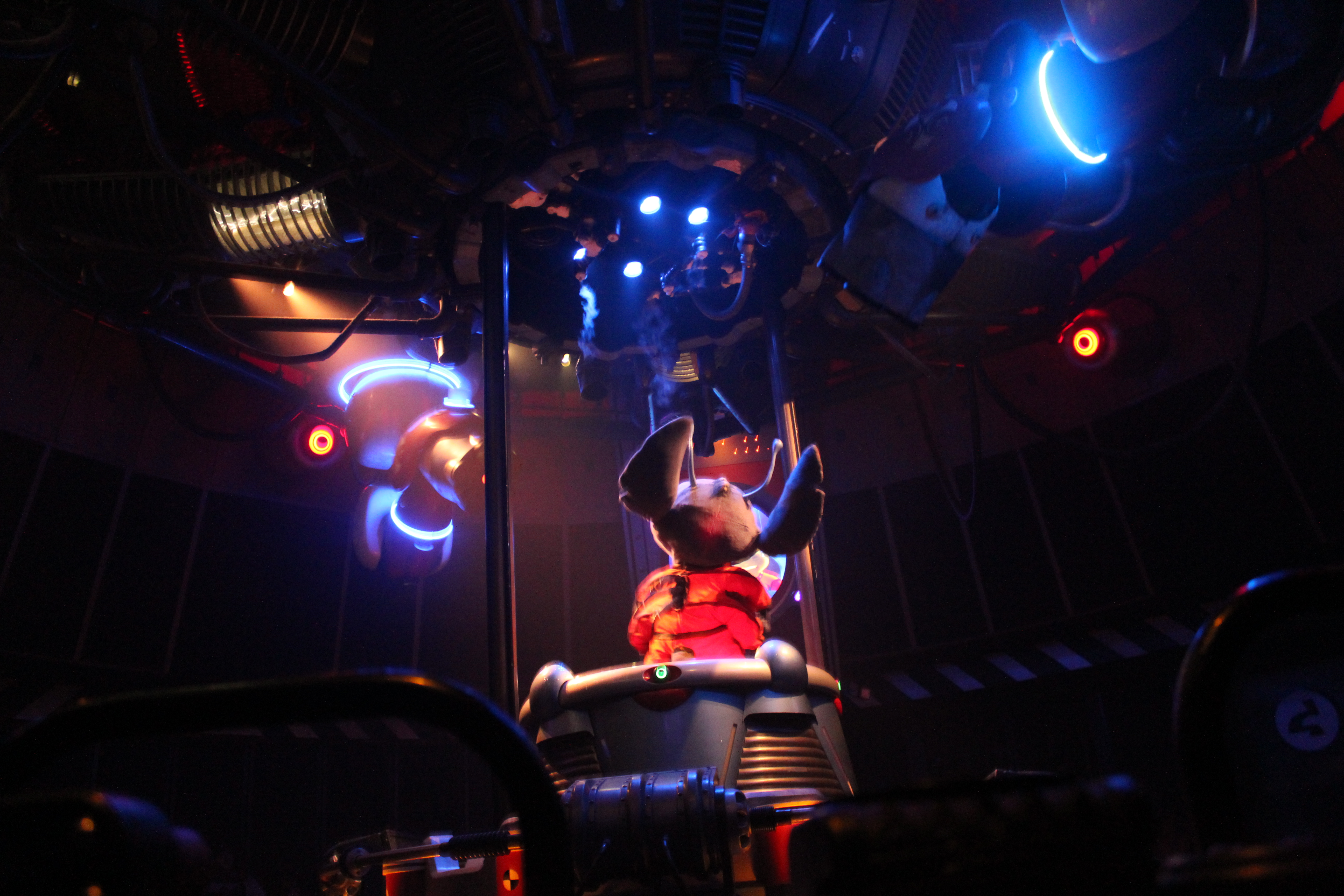
Stitch